# NGC 7109
NGC 7109 is een elliptisch sterrenstelsel in het sterrenbeeld Zuidervis. Het hemelobject werd op 25 september 1834 ontdekt door de Britse astronoom John Herschel.

## Synoniemen
- ESO 403-15
- MCG -6-47-11
- VV 376
- PGC 67192